# ウワディスワフ・シュピルマン
ウワディスワフ・シュピルマン（ポーランド語: Władysław Szpilman、1911年12月5日 - 2000年7月6日）は、ユダヤ系ポーランド人のピアニスト、作曲家、ホロコースト生還者。

## 生涯

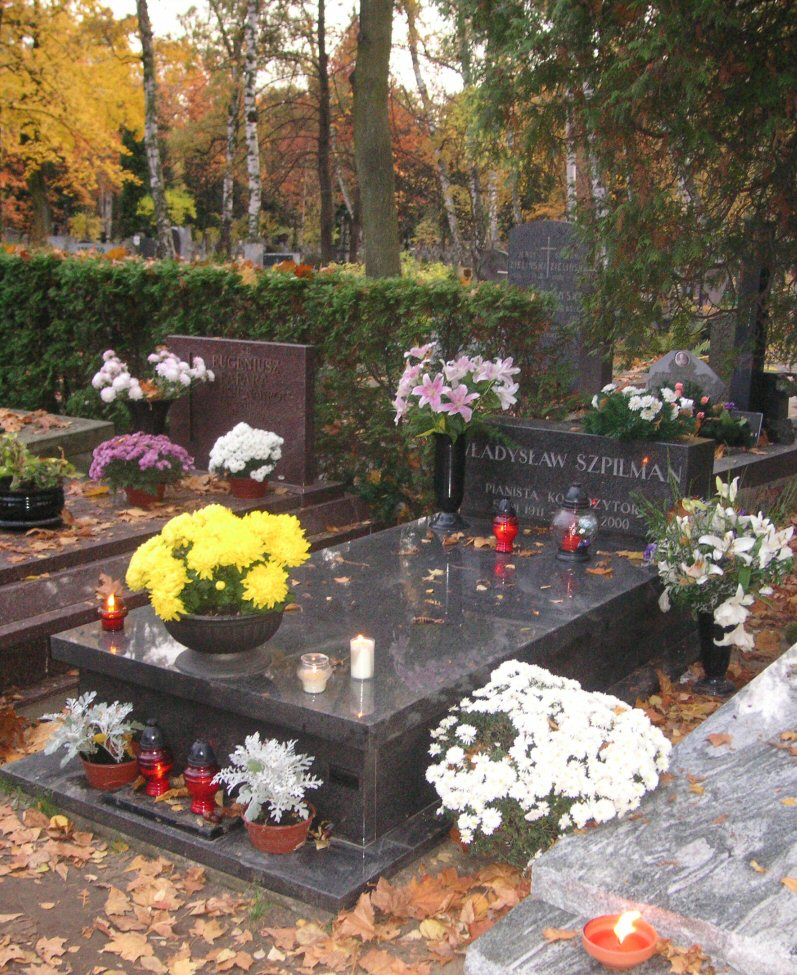
ワルシャワにあるシュピルマンの墓

### 生誕から成年まで
1911年、ポーランド立憲王国・ソスノヴィエツで生まれた。幼少時からフランツ・リストの弟子であったヨセフ・ミスドヴィッチとアレクサンデル・ミハロフスキに師事し、ピアノを学んだ。ワルシャワのショパン音楽院でピアノを学び、20歳からベルリン音楽大学でレオニード・クロイツァーとアルトゥール・シュナーベルに師事した。

### 1933年から第二次世界大戦勃発直後まで
しかし、1933年、ヒトラーが政権を掌握したことにより2年でポーランドへ帰国（ナチ党の権力掌握）。ワルシャワでポーランド放送のピアニストとして音楽家活動を始めた。この時代、シュピルマンはクラシック音楽の演奏活動のほか、数多くの大衆音楽を作曲し、自らも演奏した。
1939年にヒトラーのポーランド侵攻により第二次世界大戦が勃発。ワルシャワがドイツ軍の手に落ちると、ワルシャワにいるユダヤ人は、国外へ逃亡する者もいた。シュピルマン一家（両親、弟、妹が2人とシュピルマン）は、アメリカが参戦すれば、事態が好転すると楽観視していたため、ワルシャワに残ることにした。当初、ドイツ軍からは財産の不可侵を約束し、ドイツから保護を受けられるというビラが回覧されていたが、間もなく反故にされ、ワルシャワにいるユダヤ人は財産が没収される。
シュピルマンはゲットーに住むことになり、飲食店のピアノ演奏でわずかな日銭を稼いでいた。シュピルマン一家は1940年11月から、1942年7月までをワルシャワ・ゲットーで過ごすことになる。1942年7月22日、ワルシャワ・ゲットーからトレブリンカ強制収容所への移送が開始される。1942年8月16日、シュピルマン一家は、トレブリンカへの移送列車に乗車する。しかし、シュピルマンは乗車する際、シュピルマンを知るユダヤ人ゲットー警察によって乗車列から突き飛ばされ、トレブリンカ行きは免れた。両親、弟、妹2人はその後トレブリンカで死亡したとみられる。

### 逃亡生活
家族と離れ離れになったシュピルマンは、ゲットー蜂起実施に向けて、武器弾薬の輸送や、肉体労働に従事する。1943年2月、ゲットーで、SSが手入れをすることになり、その混乱に紛れてゲットーの外へと逃げた。シュピルマンは元々知名度があったため、彼に手を差し伸べる支援者が多数いた。ポーランド放送で同僚だった人物らが、シュピルマンに隠れ家を斡旋し、シュピルマンは隠れ家を転々とするようになる。ただ、シュピルマンの支援者は良い支援者ばかりではなく、全力を尽くして（シュピルマンを）支援すると請け合った地下組織の男は、シュピルマンになかなか食料を届けず、それがためにシュピルマンは餓死する寸前にまで追い込まれたことがある。その地下組織の男は、シュピルマンを訪ねるたびに、金を盗られたといい、シュピルマン救出のための基金を募り、懐に収めていたということもあった。
1944年11月17日、シュピルマンは、食料を求め、隠れ家の建物内を物色しているときに、ドイツ軍将校ヴィルム・ホーゼンフェルト大尉に見つかる。だが、ホーゼンフェルトは、シュピルマンの身の安全を約束し、食料を届けるようになる。ホーゼンフェルトが差し入れたパンは新聞で包まれており、それには敗退を繰り返すドイツ軍の窮状が記載され、戦争が間もなく終わるだろうということを知る。シュピルマンとホーゼンフェルトが最後に会ったのは、1944年12月12日の事である。ドイツ軍が撤退するため、ホーゼンフェルトは通常よりも多くの食料と毛布、ドイツ軍のコートがシュピルマンに差し入れた。別れ際に、シュピルマンは自分の名前を名乗り、戦後何か困ったことがあれば、ポーランド放送の自分に頼るよう要請し、別れる。結局ホーゼンフェルトは、シュピルマンに面と向かって自分の名前を明かさなかった。
1945年1月、ワルシャワが解放される。ワルシャワ解放時、外の様子を見に行ったシュピルマンは、ドイツ軍のコートを着用したまま外出したため、危うく射殺されそうになったが、どうにか誤解を解き、無事生還した。同月末、ポーランド放送で同僚だったジグムント・レドニッキーが、ドイツ軍捕虜の一団を見つけ、怒りをぶつける。捕虜の中にはホーゼンフェルトがおり、レドニッキーに、「自分はシュピルマンを助けた。シュピルマンに話して、自分を助けてほしい」と懇願した。しかし、レドニッキーも、ホーゼンフェルトの名前を聞きそびれてしまう。後日シュピルマンは、レドニッキーからその話を聞き、捕虜たちがいた場所に向かったが、もう姿はなかった。

### 戦後と死去
戦後はポーランド放送へ復職。1946年に戦時中の体験をまとめた『ある都市の死』（Śmierć miasta）を出版した。同作品は、好評を博し、1948年には映画化されることになる。しかし、完成された映画は、原作と全く無関係なものに仕上がり、シュピルマンは失望する。
1951年、西ドイツからポーランドのラジオ局宛てに一通の手紙が届く。手紙の差出人はホーゼンフェルトの妻からで、ホーゼンフェルトがソ連の収容所に収監されており、戦争中にシュピルマンという男を助けたため、今度は自分を助けてほしいという内容だった。シュピルマンは、この時初めてホーゼンフェルトの名前を知り、ポーランド共産党に掛け合い、ホーゼンフェルトの救出を要請する。しかし、ソ連側は収容所には戦争犯罪人しか収監していないとの回答だった。その後、1957年11月に、シュピルマンは、ホーゼンフェルトの自宅があるフルダへと向かうが、ホーゼンフェルトが既に死去していたことを知らされる。その後、ホーゼンフェルト一家とシュピルマン一家は家族ぐるみの付き合いを持つようになる。
シュピルマンは、1950年6月に結婚し（相手は18歳年下の医学生）、翌年5月4日第1子誕生（クリストファー・W・A・スピルマン）、1956年3月には第2子（次男）が誕生する。シュピルマンは、世界各国で演奏活動を行なっており、西側諸国でも演奏活動を行なっていた。音楽家として成功し、当時のポーランドでは裕福な生活を送ることができた。
2002年には『ある都市の死』を原作とした映画が再制作され、『戦場のピアニスト』として公開された。試写会にはホーゼンフェルトの子息も招待された。2000年に脳溢血を発症し、ワルシャワで入院中に死去した。
世界中で2000回以上の演奏活動を行なうとともに、戦前から戦後にかけて、数多くの映画音楽、管弦楽作品、大衆歌、ポピュラー音楽を作曲して、ポーランドの大衆音楽史にその名を残した。作曲は一部フランツ・シュレーカーに学んだとも言われている。1963年に結成したジャズ・ポップス・クラシックなど幅広いジャンルを扱うワルシャワ・ピアノ・クインテットの初代メンバーの1人としては1986年（75歳）まで国内外で精力的に演奏活動をした。

## 家族・親族
- 長男：クリストファー・W・A・スピルマンは日本近代右翼思想の研究者[49]で、九州産業大学教授を務めた。